# Pjongjang Gimnasium
Pjongjang Gimnasium, znan tudi kot zaprti stadion Pjongjang, je pokrita športna arena v Pjongjangu v Severni Koreji. Kapaciteta arene je za 20.100 ljudi, dvorana je bila odprta leta 1973.
Uporablja se za prirejanje notranjih športnih dogodkov, kot sta košarka in odbojka, ter koncertov. Med pomembnejšimi dogodki na prizorišču so košarkarska tekma med moško košarkarsko reprezentanco Severne Koreje in nekdanjimi igralci ameriške nacionalne košarkarske zveze leta 2014 ter množične igre iz leta 2003, ki so bile prikazane v dokumentarnem filmu iz leta 2004 A State of Mind.